# Ivo Grbić
Ivo Grbić (* 18. Januar 1996 in Split) ist ein kroatischer Fußballtorwart. Seit Sommer 2024 steht er bei Sheffield United unter Vertrag.

## Karriere

### Verein
Der bei Hajduk Split ausgebildete Ivo Grbić, der mit dem Fußballspielen bei Dalmatinac Split anfing, stand bereits in der Saison 2013/14 erstmals im Kader der Profimannschaft. Am 18. April 2015 im Alter von 19 Jahren gab er beim 1:2 im Heimspiel gegen HNK Rijeka sein Debüt in der ersten kroatischen Liga. In den folgenden Jahren kam er bei den Profis nicht über die Reservistenrolle hinaus und kam regelmäßig für die Reservemannschaft zum Einsatz. Im Sommer 2018 wechselte er in die Hauptstadt Zagreb zu Lokomotiva Zagreb, wo er Stammtorhüter wurde. In seiner ersten Saison trug er mit elf Spielen ohne Gegentore zum sechsten Platz bei. Im August 2020 wechselte Grbic zu Atlético Madrid und unterschrieb einen Vertrag über vier Jahre. Hier kam er in der folgenden Saison nur zu einem Pokaleinsatz und der Torhüter wurde anschließend an den OSC Lille verliehen. Dort kam er dann auch zu seinem ersten Einsatz in der UEFA Champions League gegen den VfL Wolfsburg. Im Januar 2024 verließ er Madrid und wechselte zu Sheffield United in die Premier League.
Nachdem er nach der Verpflichtung von Michael Cooper zu Beginn der Saison 2024/25 zum dritten Torhüter zurückgestuft worden war, wechselte Grbić am 9. September 2024 auf Leihbasis für eine Saison zum Süper-Lig-Verein Çaykur Rizespor. Sein Debüt gab er nur fünf Tage später bei einer 0:5-Niederlage gegen Galatasaray Istanbul. Nach 22 Ligaeinsätzen und einem Pokaleinsatz für die Türken beendete er die Saison 2024/25 mit Çaykur Rizespor auf dem neunten Tabellenplatz und kehrte im Sommer 2025 wieder nach England zurück. Zu dieser Zeit wurde er bereits mit einem weitere türkischen Klub, Kocaelispor, in Verbindung gebracht.

### Nationalmannschaft
Grbić bestritt insgesamt 23 Länderspiele auf Nachwuchsebene, bereits 2010 kam er in der U14 zum Einsatz. Von 2017 bis 2019 lief Ivo Grbić fünfmal für die kroatische U21-Nationalmannschaft auf, bei der U21-Europameisterschaft 2019 in Italien kam er lediglich im sportlich bedeutungslosen dritten und letzten Gruppenspiel zum Einsatz, als das Ausscheiden Kroatiens bereits feststand.
Grbić wurde anlässlich zweier Partien in der UEFA Nations League im August 2020 erstmals in das Aufgebot der kroatischen A-Nationalmannschaft berufen. Zu seinem Länderspieldebüt kam er schließlich am 11. November 2021 im WM-Qualifikationsspiel gegen Malta (Endstand 7:1). Von Nationaltrainer Zlatko Dalić wurde er auch drei Tage später beim entscheidenden 1:0-Sieg über Russland aufgeboten, durch den sich das Team für die Weltmeisterschaft 2022 qualifizierte.

## Erfolge
- Spanischer Meister: 2020/21 (Atlético Madrid)